# Martin Peters
Martin Stanford Peters, född 8 november 1943 i Plaistow i Newham i London (i dåvarande Essex), död 21 december 2019, var en engelsk fotbollsspelare. Under karriären var han bland annat med om att vinna VM 1966 med England där han dessutom gjorde mål i finalen.
Peters har beskrivits som en komplett mittfältare, då han var bra med båda föttarna, var stark i luftrummet och svår att markera. Han beskrevs även av Englands före detta förbundskapten Alf Ramsey som menade att Peters var 10 år före sin tid.

## Klubbkarriär

### West Ham United
Martin Peters kom till West Ham United 1959 då han skrev på ett lärlingskontrakt. Han gjorde sin debut tre år senare på långfredagen 1962, då West Ham vann med 4-1 hemma mot Cardiff City. Sitt första mål för klubben gjorde han mot Manchester City i 6-1-vinsten 8 september 1962.
Säsongen 1964/65 slog Peters in sig i startelvan och var med när West Ham spelade hem Cupvinnarcupen på Wembley mot 1860 München. Året efter spelade West Ham ännu en final, nu i Ligacupen mot West Bromwich Albion. Finalen spelades över två matcher och trots att Peters gjorde ett mål i returmatchen så segrade West Bromwich med totalt 5-3. Säsongen 1968/1969 gjorde Peters sitt första och enda hat-trick i West Ham då West Bromwich besegrades med 4-0.

### Tottenham Hotspur
Efter att ha varit i skuggan av Bobby Moore och Geoff Hurst lämnade Peters West Ham för Tottenham Hotspur i mars 1970. Tottenham betalde vad som då var ett nytt transferrekord i brittisk fotboll, £200,000 (£150,000 kontant) plus den engelska landslagsanfallaren Jimmy Greaves som värderades till £50,000.
21 mars 1970 gjorde Peters sitt första mål för Tottenham i sin debut mot Coventry City. 1971 vann Tottenham Ligacupen efter att ha besegrat Aston Villa i finalen. 1972 vann Tottenham även UEFA-cupen efter totalt 3-2 i finalen mot Wolverhampton Wanderers. Året efter vann Tottenham återigen Ligacupen och 1964 förlorade man UEFA-cup finalen mot Feyenoord.

### Norwich City
I mars 1975 såldes Peters till Norwich City där han debuterade 15 mars 1975 mot Manchester United. Under fem års tid spelade han över 200 ligamatcher för klubben och belönades med en "All-Star" match där flera spelare från Englands VM-guld lag från 1966 medverkade. Peters blev framröstad till Norwich bästa spelare 1976 och 1977 och är dessutom med i klubbens "Hall of fame".

### Sheffield United
Martin Peters kom till Sheffield United 31 juli 1980 men stannade dock bara en säsong innan han avslutade sin karriär.

## Internationell karriär

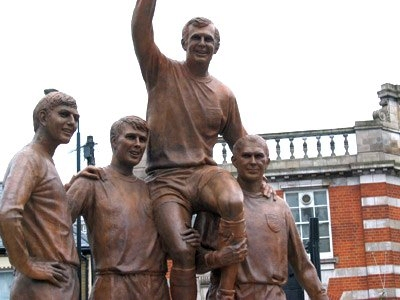
Martin Peters t.v.

Englands förbundskapten Alf Ramsey såg tidigt potentialen i Peters som fick debutera i maj 1966 mot Jugoslavien. VM 1966 skulle spelas under sommaren och i en träningsmatch mot Finland gjorde han sitt första mål, i sin blott andra landskamp.
I Englands öppningmatch som slutade 0-0 mot Uruguay var Peters på bänken. Till gruppspelets andra match mot Mexiko startade Martin Peters och England kunde vinna med 2-0. Han behöll startplatsen i sista matchen, assisterade till matchens enda mål i kvartsfinalen mot Argentina, samt i semifinalen då England slog ut Portugal. I finalen mot Västtyskland gjorde Peters 2-1 målet tidigt i andra halvlek. Västtyskland kvitterade i slutminuterna men England kunde vinna i förlängningen då Geoff Hurst gjorde både 3-2 och 4-2.
Till VM 1970 var Martin Peters given i Englands startelva. Han startade i alla tre gruppspelsmatcher och i kvartsfinal väntade Västtyskland. Peters gjorde än en gång mål i början av andra halvlek vilket gav England en 2-0-ledning. Dock byttes både Peters och Bobby Charlton ut och Västtyskland kom ikapp och avgjorde till 3-2 under förlängningen.
1971 spelade Peters sin 50:e landskamp i kvalet till EM 1972 när Schweiz besegrades med 3-2. När England spelade en direkt avgörande match mot Polen i kvalet till VM 1974 var Peters för första gången lagkapten. Trots stor dominans från England slutade matchen 1-1 och England missade VM-slutspelet. Sin sista match i landslaget gjorde Peters på Hampden Park då England förlorade med 2-0 mot Skottland 18 maj 1974.

## Meriter

### Klubblag
West Ham United
- Cupvinnarcupen: 1965

Tottenham Hotspur
- Ligacupen: 1971, 1973
- UEFA-Cupen
  - Vinnare: 1972
  - Tvåa: 1974

### Landslag
England
- VM-guld: 1966
- EM-brons: 1968